# Bijelo jezero (Treskavica)
Bijelo jezero nalazi se na Treskavici u Bosni i Hercegovini i na najvišoj nadmorskoj visini od svih Treskavičkih jezera tj. na 1697 metara nadmorske visine. Dužina jezera je oko 140 metara, širina oko 70 metara, a dubina oko 0,5 m. U jezeru nema ribe.